# Jean Tupinier
Le baron Jean Marguerite Tupinier est un ingénieur et un homme politique français né à Cuisery (Saône-et-Loire) le 18 décembre 1779 et mort à Paris le 2 décembre 1850.

## Un ingénieur de Marine aux multiples talents
Issu d’une famille de juristes du Mâconnais qui a donné plusieurs conseillers au présidial, Jean Tupinier est le fils du chevalier Tupinier (1753-1816). À 14 ans, bénéficiant d’une dispense du Comité de salut public, il entre en décembre 1794 dans la toute nouvelle École polytechnique, alors École Centrale des Travaux Publics, fondée par Jacques-Élie Lamblardie, Gaspard Monge et Lazare Carnot qui reçoit sa toute première promotion.
Reçu à la sortie de l’École spéciale des ingénieurs des vaisseaux comme élève ingénieur de la marine en décembre 1796, il en sort sous-ingénieur en 1799 pour être nommé au port de Brest. Muté à Toulon en 1801, il embarque peu après, en février 1802, sur le vaisseau L'Indivisible placé sous les ordres de l’amiral Ganteaume, ingénieur de l’escadre que le Consul Bonaparte envoie pour renforcer les troupes de général Leclerc chargé de reconquérir l'île de Saint-Domingue.
À son retour, Tupinier est quelque temps attaché au port du Havre. Puis, lors de la rupture du traité d’Amiens, quand Bonaparte lance son projet de conquête de l’Angleterre, nommé membre de la commission d’armement de la flotte, il est chargé à partir de Boulogne-sur-Mer d’en diriger les chantiers étalés tout au long de la côte, de Concarneau à Granville.
En 1805, à la dislocation de l'armée d'Angleterre, qui devient la Grande Armée chargée de combattre l’Autriche, Tupinier est envoyé à Gênes pour mettre en état puis convoyer vers Toulon le vaisseau Le Génois que le gouvernement avait fait construire dans le chantier du port. Envoyé en 1807 à Venise, il dirige les travaux hydrauliques du Lido durant six ans pour le compte du prince Eugène, vice-roi d’Italie, qui lui porte rapidement une forte estime pour sa maîtrise de ce chantier d'envergure.
En 1813, de retour à Boulogne-sur-Mer, il y surveille la désaffectation de la flotte construite en 1805 et, l’année suivante, passe au service du ministre de la Marine comme chef de la division des approvisionnements. La Restauration et le retour des Bourbon lui valent une disgrâce immédiate, sans doute à cause de ses engagements passés auprès du régime napoléonien et surtout en raison des prises de position de son père, membre de la chambre des représentants.

## Un notable reconnu par la monarchie
Le renvoi de Tupinier à Angoulême, pour y diriger un service forestier de la marine, se révèle cependant de courte durée. Au bout de dix-huit mois passé dans ces fonctions, il est rappelé à l'administration centrale comme sous-directeur des ports par le maréchal de Gouvion-Saint-Cyr, ministre de la Marine. En quelques années, ses qualités lui valent d'être nommé directeur. Placé en 1824 Maître des requêtes au Conseil d'État, il accède quatre ans plus tard aux fonctions de conseiller d'État et préside, peu après, dans les fonctions d'inspecteur général du génie maritime, l'organisation de la flotte qui prend part en 1830 à la conquête de l'Algérie. Le titre de baron qu'il reçoit alors, sous le ministère Martignac, salue la considération dont il jouit auprès du régime.
Tupinier est alors, en effet, un expert souvent réclamé, par l'État comme les promoteurs des expéditions maritimes qui se développent à travers le globe, notamment celle de Dumont d'Urville qui, pour le remercier de son soutien, baptise de son nom plusieurs îlots découverts dans l'Antarctique lors de son périple. Ses talents d’ingénieur sont aussi sollicités lors de l’érection de l’obélisque de la Concorde au cours de laquelle ses préconisations furent suivies par l’ingénieur Lebas. Aussitôt après la Révolution de 1830, il assure l'intérim du ministère et donne l'ordre de faire aussitôt arborer le pavillon tricolore dans les ports et bâtiments de la marine royale.
Commandeur de la Légion d'honneur, il gagne les élections législatives en janvier 1834 contre le vicomte de Chateaubriand dans le Finistère (Quimperlé). En novembre 1837, élu à la fois dans le Finistère et en Charente-Inférieure (Rochefort), il choisit ce dernier département pour siéger. Pour autant, Tupinier vote avec la coalition contre le deuxième ministère Molé, ce qui lui permet de retrouver le portefeuille de la Marine en mars 1839 dans un ministère de transition. En dépit de la brièveté de son mandat, Tupinier en profita, en bon connaisseur des établissements de la marine, pour améliorer la condition matérielle des ouvriers des arsenaux, notamment quant à leur rémunération et leur avancement.
Membre du Conseil d'Amirauté à la sortie du gouvernement, il est obligé de se représenter devant ses électeurs charentais qui lui renouvellent une nouvelle fois leur confiance en mai 1839 puis aux élections régulières de décembre 1842. À La Chambre, Tupinier est surtout connu par ses interventions sur divers sujets techniques, ne prenant part aux débats que lorsque ces derniers portent sur des sujets maritimes. Il figure presque toujours dans la majorité ministérielle et vote notamment pour la dotation du duc de Nemours, pour les fortifications de Paris, pour le recensement, contre l'adjonction des capacités, contre les incompatibilités et pour l'indemnité Pritchard.
Nommé pair de France le 11 août 1846, Tupinier continue de soutenir la politique de Louis-Philippe à la Chambre des pairs mais après la Révolution de 1848 se retire définitivement de la vie publique.
Jean Tupinier meurt le 2 décembre 1850 à Paris. Sans postérité, il avait épousé la sœur de l'amiral Laplace (1793-1875), explorateur maritime.

## Source
- « Jean Tupinier », dans Adolphe Robert et Gaston Cougny, Dictionnaire des parlementaires français, Edgar Bourloton, 1889-1891 [détail de l’édition]
- Lucien Guillemaud, Armoiries des familles nobles de la Bresse louhannaise, Imprimerie Vve Louis Romand, 1909.
- Bernard Lutun (éditeur scientifique), Mémoires du baron Tupinier 1779-1850, éditions Desjonquères, 1994, 330 p,  (ISBN 9-782904-227813)